# Zuidoost-Duits voetbalkampioenschap 1911/12
In 1911/12 werd het zesde voetbalkampioenschap gespeeld dat georganiseerd werd door de Zuidoost-Duitse voetbalbond. ATV Liegnitz werd kampioen en plaatste zich voor de eindronde om de Duitse landstitel. De club werd in de eerste ronde uitgeschakeld door SpVgg 1899 Leipzig-Lindenau.

## Deelnemers aan de eindronde
| Club                     | Gekwalificeerd als         |
| ------------------------ | -------------------------- |
| SC Germania 1904 Breslau | Kampioen van Breslau       |
| ATV Liegnitz             | Kampioen van Neder-Silezië |
| SC Preußen Görlitz       | Kampioen van Opper-Lausitz |
| SC Diana Kattowitz       | Kampioen van Opper-Silezië |
| Deutscher SV Posen       | Kampioen van Posen         |

## Eindronde

### Kwalificatie
|               |                     |              |                    |             |
| 24 maart 1912 | SC Germania Breslau | 2 - 1 (n.v.) | SC Diana Kattowitz | Königshütte |
| 24 maart 1912 |                     |              |                    | Königshütte |

|               |              |       |                    |          |
| 24 maart 1912 | ATV Liegnitz | 2 - 0 | SC Preußen Görlitz | Liegnitz |
| 24 maart 1912 |              |       |                    | Liegnitz |

Deutscher SV Posen had een bye omdat de kampioen van Neder-Lausitz niet deelnam.

### Halve finale
|               |                    |       |                     |       |
| 31 maart 1912 | Deutscher SV Posen | 1 - 2 | SC Germania Breslau | Posen |
| 31 maart 1912 |                    |       |                     | Posen |

ATV Liegnitz had een bye

### Finale
|               |                     |       |              |         |
| 14 april 1912 | SC Germania Breslau | 1 - 5 | ATV Liegnitz | Breslau |
| 14 april 1912 |                     |       |              | Breslau |